# Dacia Logan
Dacia Logan je niskobudžetni mali obiteljski automobil. Logan se proizvodi u Dacinoj tvornici automobila u Mioveniu u Rumunjskoj, te Renaultovim i Nissanovim tvornicama u svijetu. Osim pod značkom Dacie, Logan se prodaje i pod značkama Renaulta i Nissana.

## Povijest
Dacia je još od osnutka 1966. surađivala s Renaultom, proizvodila Renaultove modele te ih prodavala pod svojom značkom. 1998. je kupljena od Renaulta te počinje s razvojem Logana.

### Ideja
Ideja koncepta Logana, odnosno niskobudžetnog malog automobila za slabija tržišta rodila se prilikom posjeta Rusiji. Predsjednik Renaulta Louis Schweitzer tom je prilikom primijetio da se u istom auto salonu tehnološki nazadne Lade dobro prodaju po cijeni od 6.000 €, dok je prodaja neusporedivo modernijih Renaultovih automobila s cijenom od 12.000 € slaba. Tada je postavljen cilj proizvodnje "modernog, pouzdanog i dostupnog automobila za 6.000 €".

### Razvoj i proizvodnja
Logan je produkt projekTa X90, koji je započet 1999. nakon Renaultove kupnje Dacije. Model je službeno predstavljen 2004., te je zamijenio Daciine starije modele. 2006. model je osvježen tzv. "faceliftom".
Logan je u potpunosti razvijen u Renaultovim centrima, na B platformi koju koriste treća generacija Renault Clia, Renault Modus i Nissan Micra. Osim platforme, mnogo ostalih dijelova dijeli sa spomenutim modelima. Tako su motor, prednji ovjes, upravljač i stražnje kočnice preuzete s Clia.
Logan se počeo proizvoditi u Daciinoj tvornici u Rumunjskoj korištenjem digitalne tehnologije tijekom koncepcije proizvoda, alata i procesa proizvodnje. Osim u Rumunjskoj, Logan se proizvodi u Maroku, Indiji, Rusiji, Iranu, Brazilu i Kolumbiji. Zavisno od navedenih tržišta nosi i drugačiji naziv kao npr.: Renault Logan, Nissan Aprio, Mahindra Verito, Renault L90, Lada Largus (MCV), Nissan NP200 (pikap), Renault Symbol (Mk3) i kao Renault Taliant.

### Tržišni uspjeh
Logan je u početku bio namijenjen slabijim tržištima, odnosno na tržištima zemalja u razvoju s cijenom od 6.000 € za najslabije opremljenu verziju. S konkurentnom cijenom postigao je veliki uspjeh na ciljanim tržištima, ostvarivši prodaju preko 28.000 vozila u 2004. Renault u početku nije imao plan prodavati Logana na tržištima zapadne Europe, ali su potaknuti uspjehom na tržištu u lipnju 2006. počeli prodavati opremljeniju verziju za oko 7.000 €. Logan je polučio neočekivan uspjeh na tržištu zapadne Europe, te je u nekim trenucima potražnja naveliko nadilazila proizvodne kapacitete.
Logan se na europskom i bliskoistočnom tržištu prodaje pod značkom Dacie, ali uglavnom u Renaultovim salonima i zastupstvima. Na ruskom i tržištu Južne Amerike prodaje se pod značkom Renaulta, dok se u Meksiku prodaje kao Nissan Aprio, te u Indiji kao Mahindra Logan. 
Osim na europskom tržištu gdje se prodaje pod značkom Dacie, ali uglavnom u Renaultovim salonima, Logan se prodaje na ruskom i tržištu. 
Od početka proizvodnje 2004. do kraja 2006. prodano je više od 320.000 vozila.

## Motori
| Naziv   | Obujam (ccm) | Snaga (kW) | Najveća brzina (km/h) | Potrošnja (l/100 km) |
| ------- | ------------ | ---------- | --------------------- | -------------------- |
| 1.0 16V | 998          | 56         | 160                   | -                    |
| 1.4 MPI | 1390         | 55         | 162                   | 6,9                  |
| 1.6 MPI | 1598         | 64         | 175                   | 7,3                  |
| 1.6 16V | 1598         | 77         | 183                   | 7,1                  |
| 1.5 dCi | 1461         | 50         | 158                   | 4,7                  |

## Varijante
- Logan MCV
- Logan VAN
- Logan Pickup

## Koncepti
- Logan Steppe[4]
- Logan Eco² Concept[5]
- Logan Pickup Concept[6]

## Autosport
- Logan Cup[7]
  - ADAC Dacia Logan Clubsport[8]
  - Dacia Joe Cup[9]
  - AGA Logan Cup[10]
- Logan 2.0 RS[11]
- Logan S2000[12]

## Sigurnost
U lipnju 2005. Loganu su dodijeljene 3 zvjezdice za sigurnost na EuroNCAP crash testu. Taj rezultat je slabiji nego rezultati većine automobila proizvedenih od 2000.
U srpnju 2005. njemački ADAC podrvgnuo je Logana tzv. "Fahrdynamik-Test" na kojemu se Logan prevrnuo pri brzini od 65 km/h. ADAC je tvrdio da je uzrok prevrtanju nedostatak sustava za elektronsku kontrolu stabilnosti (ESP). Nešto kasnije toga mjeseca, vozači rumunjske verzije "Top Geara" napravili su test izbjegavanje losa, te je, prema njihovim rezultatima, Logan prošao test na brzinama od 72, 84 i 87 km/h. ADAC je proveo istragu o testiranju, te je objavljeno da se Logan prevrnuo radi oštećenih guma, a ne zbog lošeg dizajna. Testni vozači su priznali da je Logan podvrgnut neobično velikom broju testova koji su istrošili gume, te je došlo do prevrtanja.

## Vanjske poveznice
- Dacia Hrvatska  Arhivirana inačica izvorne stranice od 4. veljače 2008. (Wayback Machine)
- Dacia Group